# Curve d'Altoona
Le Curve d'Altoona (en anglais : Altoona Curve) est une équipe de ligue mineure de baseball basée à Altoona (Pennsylvanie). Affiliée à la formation de MLB des Pirates de Pittsburgh, le Curve jouent au niveau Double-A en Eastern League. 

## Histoire
L'équipe est fondée en 1998 et début en compétition en 1999. Depuis sa création, le Curve est affilié aux Pirates de Pittsburgh. 

## Palmarès
- Champion de l'Eastern League : 2010
- Vice-champion de l'Eastern League : 2004

## Saison par saison
- 1999 : 67-73 (6e Div. Sud), manager Marty Brown.
- 2000 : 74-68 (4e Div. Sud), manager Marty Brown.
- 2001 : 63-79 (5e Div. Sud), manager Dale Sveum.
- 2002 : 72-69 (4e Div. Sud), manager Dale Sveum.
- 2003 : 78-63 (2e Div. Sud), manager Dale Sveum. Éliminé en demi-finale de play-offs
- 2004 : 84-56 (1er Div. Sud), manager Tony Beasley. Vice-champion. Défaite en finale contre New Hampshire (3-0)
- 2005 : 77-67 (2e Div. Sud), manager Tony Beasley. Éliminé en demi-finale de play-offs
- 2006 : 75-64 (2e Div. Sud), manager Tim Leiper. Éliminé en demi-finale de play-offs
- 2007 : 73-68 (3e Div. Sud), manager Tim Leiper.